# Geron
Genre
Geron est un genre d'insectes diptères de la famille des Bombyliidae et de la tribu des Gerontini.

## Classification
Le genre Geron est décrit par Johann Wilhelm Meigen en 1820.

## Liste d'espèces

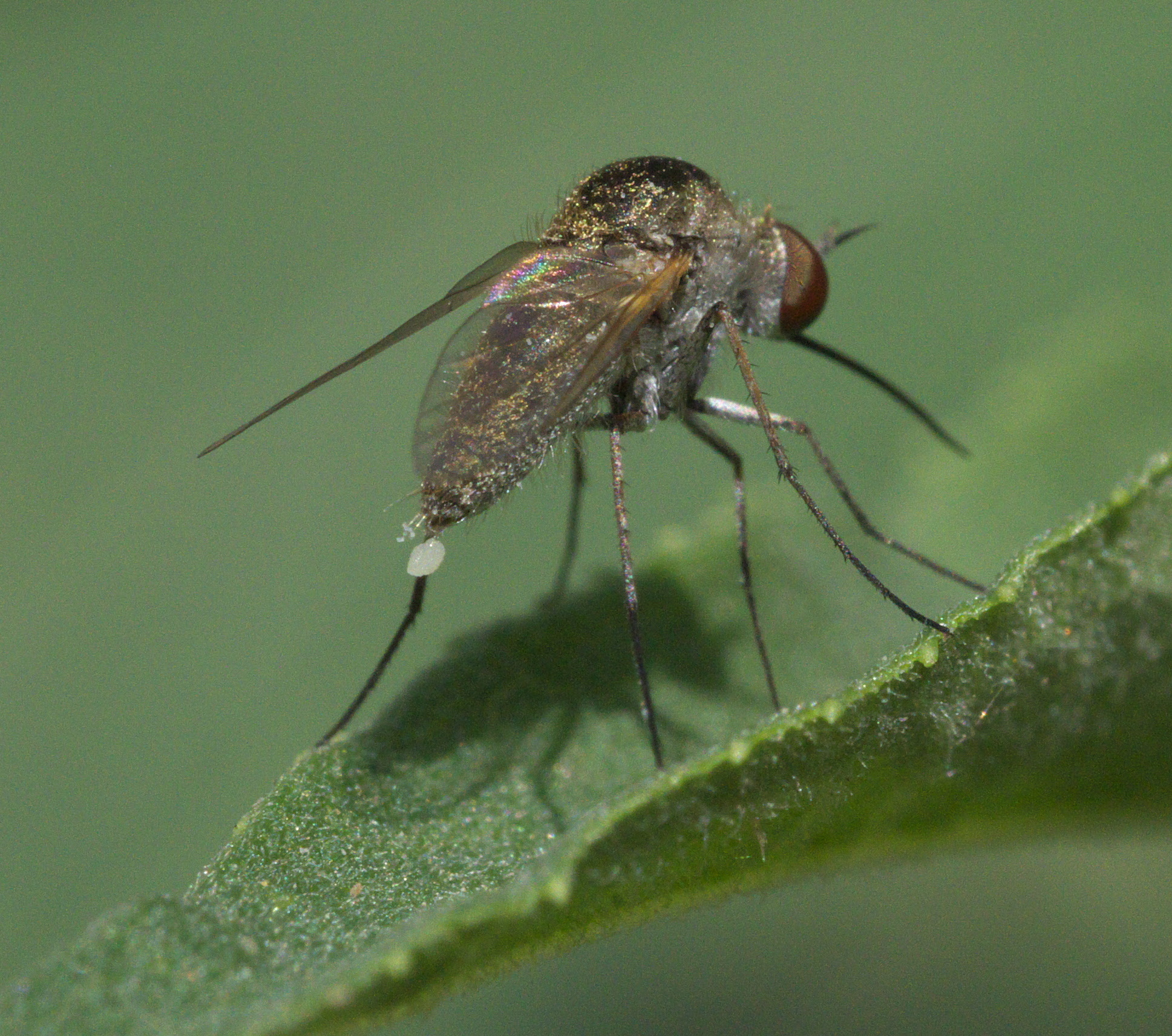

Voici la liste des 188 espèces référencées dans ce genre,,, :
- Geron aaptis Evenhuis, 1979 c g
- Geron ablusus Bowden, 1974 c g
- Geron aequalis Painter, 1932 i c g
- Geron aesion Evenhuis, 1979 c g
- Geron africanus Evenhuis & Greathead, 1999 c g
- Geron albarius Painter, 1932 i c g
- Geron albescens Brunetti, 1909 c g
- Geron albidipennis Loew, 1869 i c g
- Geron albidus Walker, 1857 c g
- Geron albifacies Bezzi, 1924 c g
- Geron albihalteris Evenhuis, 1979 c g
- Geron albipilosus Hall & Evenhuis, 2003 c g
- Geron albus Cole, 1923 i c g
- Geron amboinensis Evenhuis, 1979 c g
- Geron anceps Hesse, 1938 c g
- Geron anomalus (Hesse, 1938) c
- Geron arenicola Painter, 1932 i c g
- Geron argentifrons Brunetti, 1909 c g
- Geron argutus Painter, 1932 i c g
- Geron aridus Painter, 1932 i c g
- Geron articulatus Scarbrough, 1985 c g
- Geron asiaticus Zaitzev, 1967 c g
- Geron auratus Zaitzev, 1962 c g
- Geron auricomus Hall, 1976 c g
- Geron australis Macquart, 1840 c g
- Geron balpi Evenhuis, 1979 c g
- Geron barbatus Bezzi, 1921 c g
- Geron basutoensis (Hesse, 1938) c
- Geron bechuanus Hesse, 1936 c g
- Geron bezzii (Paramonov, 1930) c
- Geron binatus Scarbrough, 1985 c g
- Geron borealis Hall & Evenhuis, 2003 c g
- Geron bowdeni Evenhuis, 1979 c g
- Geron cabon Evenhuis, 1979 c g
- Geron calvus Loew, 1863 i c g b
- Geron candidulus Bowden, 1974 c g
- Geron canescens Zaitzev, 1962 c g
- Geron canus Philippi, 1865 c g
- Geron capensis Walker, 1852 c g
- Geron capicolus (Hesse, 1938) c g
- Geron cheilicterus (Hesse, 1938) c g
- Geron chrysonotum Evenhuis, 1979 c g
- Geron colei Evenhuis, 1978 i
- Geron confusus Hall & Evenhuis, 2003 c g
- Geron consors (Hesse, 1938) c g
- Geron cressoni Hall & Evenhuis, 2003 c g
- Geron curvipennis Zaitzev, 1972 c g
- Geron dasycerus (Hesse, 1938) c g
- Geron declinatus Scarbrough, 1985 c g
- Geron delicatus Hesse, 1938 c g
- Geron dicronus Bigot, 1892 c g
- Geron digitarius Cresson, 1919 i c g
- Geron dilutus Bowden, 1974 c g
- Geron dispar Macquart, 1850 c g
- Geron disparilis (Hesse, 1938) c
- Geron dissors Hesse, 1938 c g
- Geron dubiosus Hesse, 1938 c g
- Geron efflatouni Greathead, 1999 c g
- Geron elachys Hall & Evenhuis, 2003 c g
- Geron emiliae Zaitzev, 1964 c g
- Geron eriogonae Hall & Evenhuis, 2003 c g
- Geron erythroccipitalis Evenhuis, 1979 c g
- Geron erythropus Bezzi, 1925 c g
- Geron europacificus Evenhuis, 1979 c g
- Geron exemptus Bowden, 1974 c g
- Geron exumae Scarbrough, 1985 c g
- Geron farri Scarbrough, 1985 c g
- Geron flavocciput Evenhuis, 1979 c g
- Geron freidbergi Zaitzev, 1996 c g
- Geron fumipennis Evenhuis, 1979 c g
- Geron furcifer Hesse, 1938 c g
- Geron fuscipes (Hesse, 1938) c g
- Geron fusciscelis Evenhuis, 1979 c g
- Geron garagniae Efflatoun, 1945 c g
- Geron gariepinus Hesse, 1938 c g
- Geron gibbosus (Olivier, 1789) c g
- Geron gilloni Lachaise & Bowden, 1976 c g
- Geron grandis Painter, 1932 i c g
- Geron griseus Zaitzev, 1962 c g
- Geron halli Hall & Evenhuis, 2003 c g
- Geron halteralis Wiedemann, 1820 c g
- Geron hemifuscis Evenhuis, 1979 c g
- Geron hesperidum Frey, 1936 c g
- Geron hessei Bowden, 1974 c g
- Geron heteropterus (Wiedemann, 1821) c g
- Geron holosericeus Walker, 1849 i c g
- Geron hybus Coquillett, 1894 i c g
- Geron inflatus Evenhuis, 1979 c g
- Geron infrequens Hall & Evenhuis, 2003 c g
- Geron intonsus Bezzi, 1925 c g
- Geron johnsoni Painter, 1932 i c g
- Geron juxtus Bowden, 1974 c g
- Geron karakara Evenhuis, 1979 c g
- Geron karooanus (Hesse, 1938) c g
- Geron kazabi Zaitzev, 1972 c g
- Geron kerzhneri Zaitzev, 1975 c g
- Geron kozlovi Zaitzev, 1972 c g
- Geron krymensis Paramonov, 1929 c g
- Geron lactipennis Hesse, 1938 c g
- Geron lasiocornis (Hesse, 1938) c g
- Geron latifrons Hesse, 1938 c g
- Geron lepidus Bowden, 1962 c g
- Geron leptocerus Bezzi, 1921 c g
- Geron litoralis Painter, 1932 i c g
- Geron longiventris Efflatoun, 1945 c g
- Geron luctuosus Bezzi, 1921 c g
- Geron macquarti Greathead, 1999 c g
- Geron maculifacies Hesse, 1938 c g
- Geron malekulanus Evenhuis, 1979 c g
- Geron marius Bowden, 1980 c g
- Geron marshalli (Hesse, 1938) c g
- Geron meigeni Greathead, 2001 c g
- Geron michaili Zaitzev, 1972 c g
- Geron mononensis Evenhuis, 1979 c g
- Geron mononesensis Evenhuis, 1979 c g
- Geron montanus (Hesse, 1938) c g
- Geron monticola Hall & Evenhuis, 2003 c g
- Geron munroi Hesse, 1938 c g
- Geron mystacinus Bezzi, 1924 c g
- Geron mysticus Evenhuis, 1979 c g
- Geron namaensis (Hesse, 1938) c
- Geron nasutus Bezzi, 1924 c g
- Geron nephroideus Scarbrough, 1985 c g
- Geron neromelanus (Hesse, 1938) c g
- Geron neutralis Evenhuis, 1979 c g
- Geron nevadensis Hall & Evenhuis, 2003 c g
- Geron nigerrimus Hesse, 1938 c g
- Geron nigralis Roberts, 1929 c g
- Geron nigrifacies Hesse, 1938 c g
- Geron nigrifemoris (Hesse, 1938) c
- Geron nigripes Painter, 1932 i c g
- Geron nigrocciput Evenhuis, 1979 c g
- Geron niveolus Evenhuis & Greathead, 1999 c g
- Geron niveus Cresson, 1919 i c g
- Geron nomadicus Hesse, 1938 c g
- Geron notios Hall & Evenhuis, 2003 c g
- Geron nudus Painter, 1932 i c g
- Geron olivierii Macquart, 1840 c g
- Geron opacus Bowden, 1971 c g
- Geron orthoperus Hesse, 1938 c g
- Geron painteri Hall & Evenhuis, 2003 c g
- Geron pallipilosus Yang & Yang, 1992 c g
- Geron paramonovi Evenhuis, 1979 c g
- Geron paraustralicus Evenhuis, 1979 c g
- Geron parvidus Painter, 1932 i c g
- Geron parvus Hesse, 1938 c g
- Geron peringueyi (Hesse, 1938) c g
- Geron peucon Hall & Evenhuis, 2003 c g
- Geron phallophorus Bezzi, 1920 c g
- Geron philippinensis Evenhuis & Arakaki, 1980 c g
- Geron priapeus Bezzi, 1920 c g
- Geron prosopidis Hall & Evenhuis, 2003 c g
- Geron psammobates Hesse, 1938 c g
- Geron ritae Zaitzev, 1996 c g
- Geron robertsi Evenhuis, 1979 c g
- Geron roborovskii Zaitzev, 1996 c g
- Geron robustus Cresson, 1919 i
- Geron rufipes Macquart, 1846 i c g
- Geron saccharus Bowden, 1974 c g
- Geron salmonus Scarbrough & Davidson, 1985 c g
- Geron samarus Bowden, 1974 c g
- Geron semifuscus Seguy, 1933 c g
- Geron senilis (Fabricius, 1794) i c
- Geron seychellarum Greathead, 1983 c g
- Geron simplex Walker, 1858 c g
- Geron simplicipennis Greathead, 1967 c g
- Geron sinensis Yang & Yang, 1992 c g
- Geron smirnovi Zaitzev, 1978 c g
- Geron snowi Painter, 1932 i c g
- Geron sparsus Bowden, 1971 c g
- Geron stenos Hall & Evenhuis, 2003 c g
- Geron subauratus Loew, 1863 i c g
- Geron subflavofemoratus Andreu Rubio, 1959 c g
- Geron syriacus Zaitzev, 2002 c g
- Geron tenue Walker, 1857 c g
- Geron terminatus Evenhuis, 1979 c g
- Geron transvaalensis Hesse, 1938 c g
- Geron turneri Hesse, 1938 c g
- Geron umbripennis Bezzi, 1924 c g
- Geron validus Evenhuis, 1989 c g
- Geron varicapillis Bowden, 1974 c g
- Geron viaticus Bowden, 1974 c g
- Geron victolgae Zaitzev, 2004 c g
- Geron vitripennis Loew, 1869 i c g b
- Geron waltoni (Hesse, 1938) c
- Geron weemsi Hall & Evenhuis, 2003 c g
- Geron westralicus Evenhuis, 1979 c g
- Geron winburni Painter, 1932 i c g

Data sources: i = ITIS, c = Catalogue of Life, g = GBIF, b = Bugguide.net

## Espèces fossiles
Selon Paleobiology Database en 2023, les espèces fossiles référencées sont au nombre de trois :
- †Geron figuratus Théobald, 1937
- †Geron oligocaenicus Timon-David, 1944
- †Geron platysoma Cockerell, 1915

## Biologie
« Les larves de Geron parasitent les chenilles des Pyralidés (Nephopteryx) et des Pychides (Fumea). Ce genre est répandu dans toutes les régions du globe. ».

## Galerie

Quelques espèces vivantes du genre Geron.
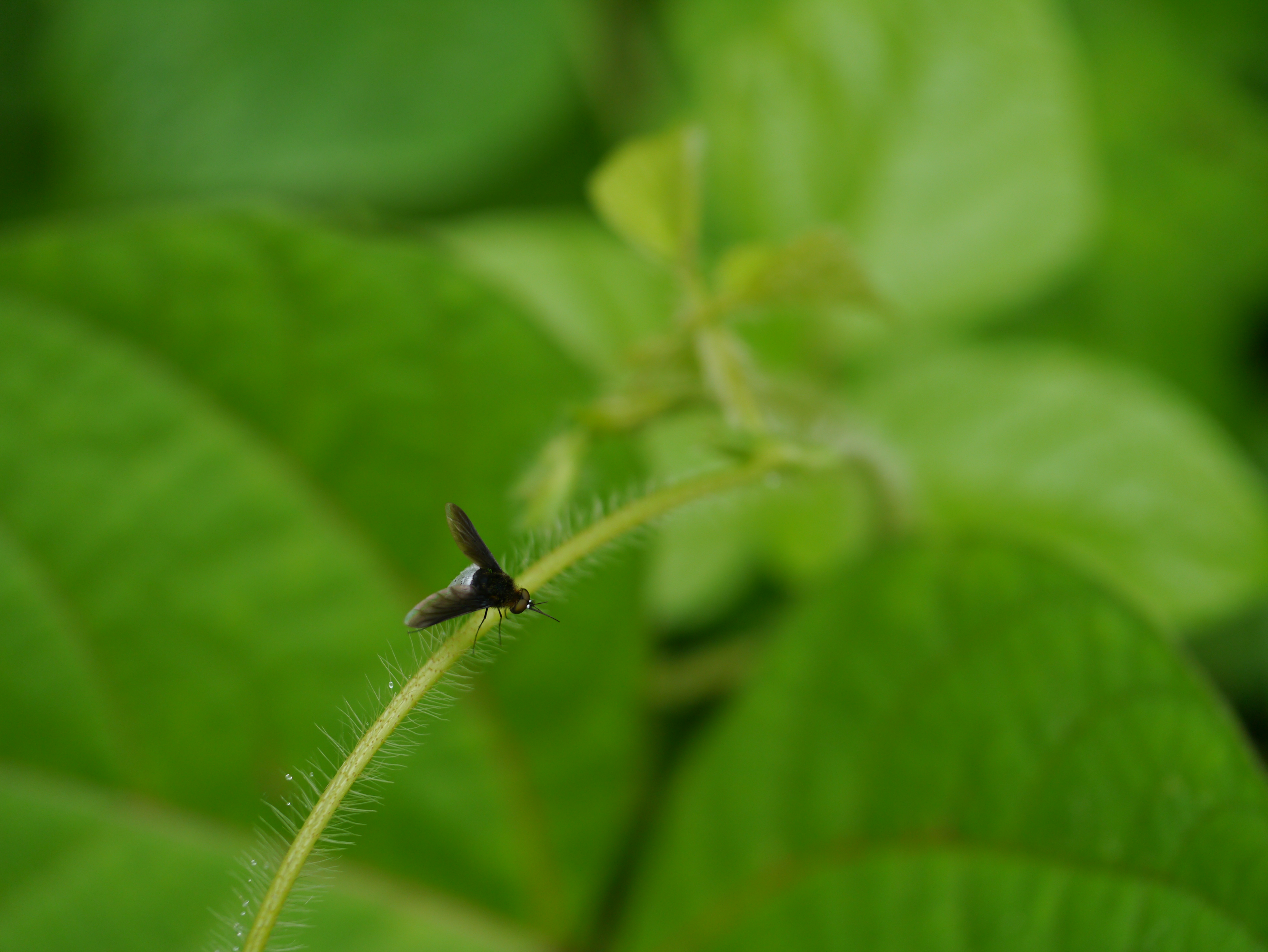
Geron argentifrons.
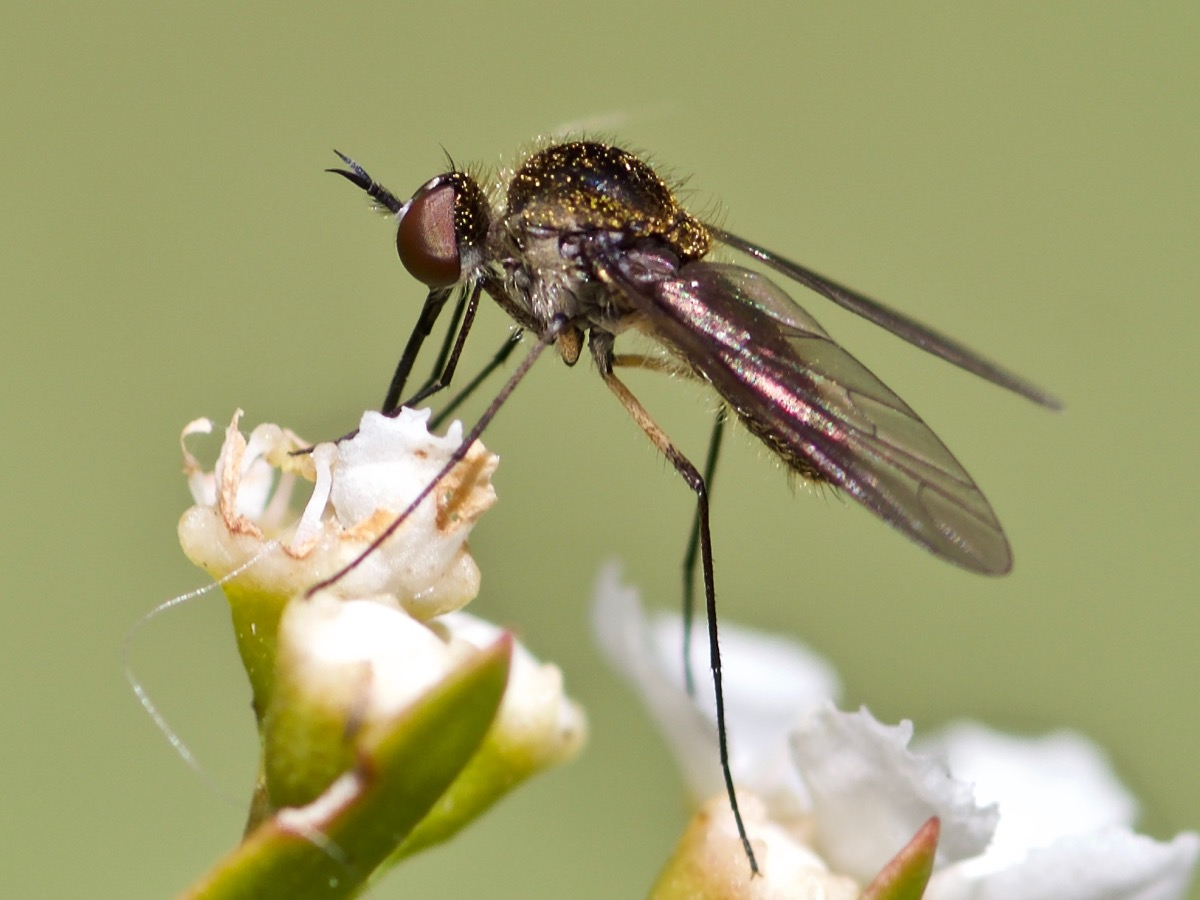
Geron sp.
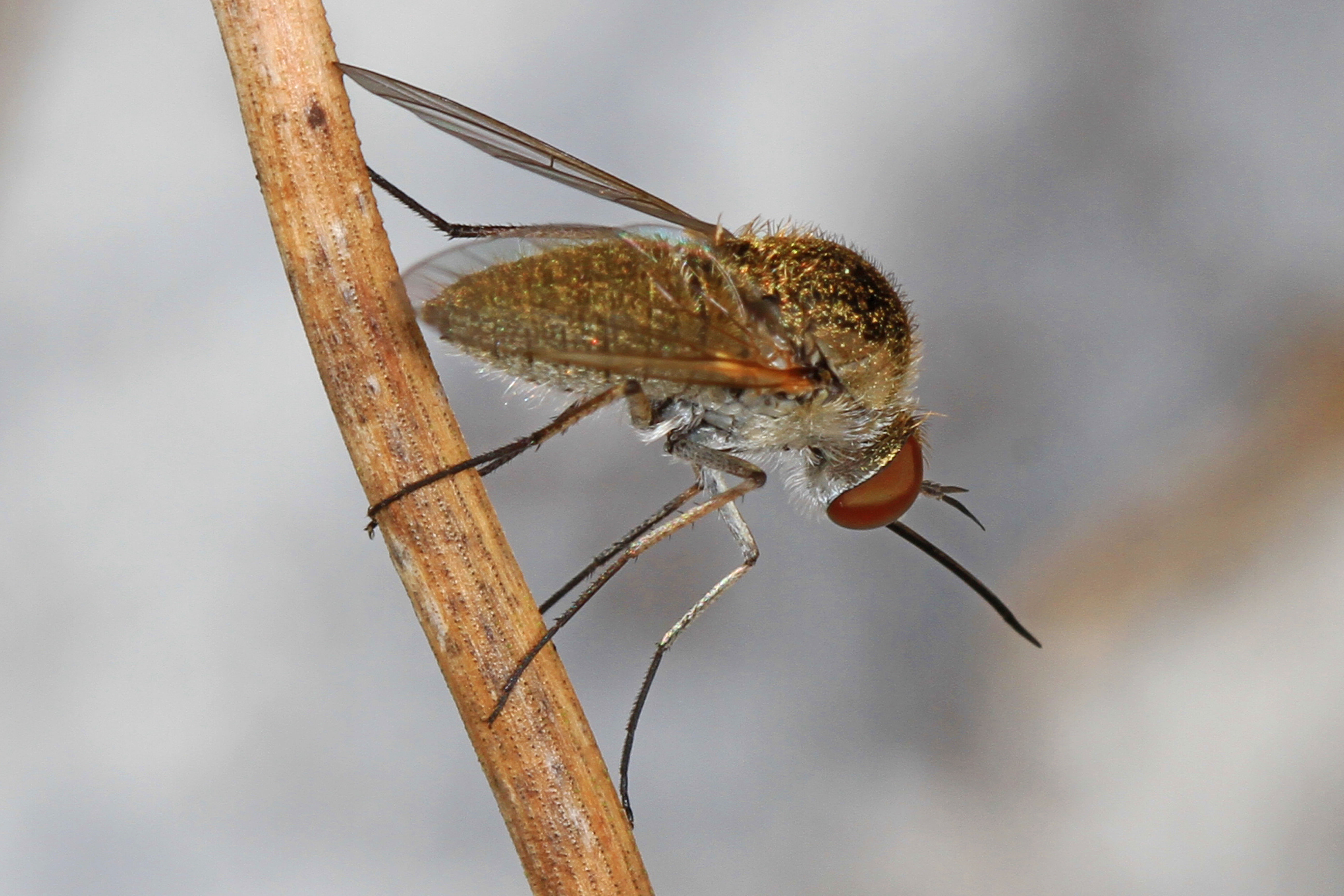
Geron sp.